# かとう製菓
株式会社かとう製菓（かとうせいか）は、愛知県西尾市に本社を置く製菓会社。

## 概要
1990年2月に創業。自社ブランドのえびせんべいやポテトスナックのほか、ご当地せんべい、ご当地ポテトスナックなど土産商品のOEM製造を行っており、総アイテム数は600種類を超える。また、2013年6月30日をもって製菓事業を停止したいずみ製菓からポテトスナックの製造機械を譲り受け、2014年から2年の開発期間を経て2016年より販売を再開している。
2022年には、3月9日を「さくさくポテトスナックの日」として制定しており、日本記念日協会に認定されている。これはポテトスナックの食感を表すサ(3)ク(9)サ(3)ク(9)の語呂合わせに由来している。

## 事業所
- 本社工場（愛知県西尾市）[1]
- 三重工場（三重県亀山市）[1]